# Lagoa Branca (Casa Branca)
Lagoa Branca é um distrito do município brasileiro de Casa Branca, no interior do estado de São Paulo.

## História

### Origem
O povoado que deu origem ao distrito se desenvolveu ao redor da estação ferroviária Lagoa, inaugurada pela Companhia Mogiana de Estradas de Ferro em 19/09/1891.

### Formação administrativa
- Distrito policial de Lagoa criado no município de Casa Branca[5].
- Decreto nº 6.764 de 11/10/1934 - Cria o distrito de Lagoa no município de Casa Branca[6][7].
- Decreto-Lei n° 14.334 de 30/11/1944 - Altera a denominação para Ipaobi[8].
- Lei n° 233 de 24/12/1948 - Altera a denominação para Lagoa Branca[9].
- Pela Lei n° 3.198 de 23/12/1981 perdeu terras para a formação do distrito de Venda Branca[10].

## Geografia

### Demografia

#### População urbana
| Crescimento população urbana | Crescimento população urbana | Crescimento população urbana | Crescimento população urbana |
| Censo                        | Pop.                         |                              | %±                           |
| ---------------------------- | ---------------------------- | ---------------------------- | ---------------------------- |
| 1934                         | 344                          |                              |                              |
| 1940                         | 383                          |                              | 11,3%                        |
| 1950                         | 388                          |                              | 1,3%                         |
| 1960                         | 472                          |                              | 21,6%                        |
| 1970                         | 765                          |                              | 62,1%                        |
| 1980                         | 544                          |                              | −28,9%                       |
| 1991                         | 857                          |                              | 57,5%                        |
| 2000                         | 921                          |                              | 7,5%                         |
| 2010                         | 1 050                        |                              | 14,0%                        |
| Fonte: IBGE e Fundação SEADE |                              |                              |                              |

#### População total
Pelo Censo 2010 (IBGE) a população total do distrito era de 1 400 habitantes.

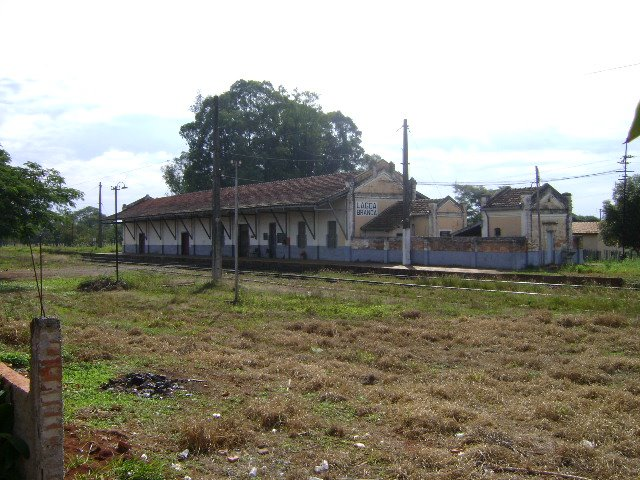
Estação ferroviária.

### Área territorial
A área territorial do distrito é de 158,385 km².

### Rodovias
O principal acesso ao distrito é a Rodovia Professor Boanerges Nogueira de Lima (SP-340).

### Ferrovias
Pátio Lagoa Branca (ZLB) do Corredor de Exportação Araguari-Santos, sendo a ferrovia operada atualmente pela VLI Multimodal S.A..

## Serviços públicos

### Registro civil
Atualmente é feito na sede do município, pois o Cartório de Registro Civil das Pessoas Naturais do distrito foi extinto pelo  Tribunal de Justiça do Estado de São Paulo, e seu acervo foi recolhido ao cartório do distrito sede.

### Saneamento
O serviço de abastecimento de água é feito pela Águas de Casa Branca (ACB).

### Energia
A responsável pelo abastecimento de energia elétrica é a CPFL Santa Cruz (antiga CPFL Leste Paulista), distribuidora do grupo CPFL Energia.

### Telecomunicações
O distrito era atendido pela Telecomunicações de São Paulo (TELESP), que inaugurou a central telefônica utilizada até os dias atuais. Em 1998 esta empresa foi vendida para a Telefônica, que em 2012 adotou a marca Vivo para suas operações.

## Atrações turísticas

### Roteiro rural de Casa Branca
A estação ferroviária, que foi tombada em 2021 como patrimônio histórico pelo Conselho Municipal do Patrimônio Histórico e Cultural de Casa Branca, e o cemitério do distrito fazem parte do Roteiro Rural de Casa Branca, que conta com diversos locais de exuberante beleza.

## Religião

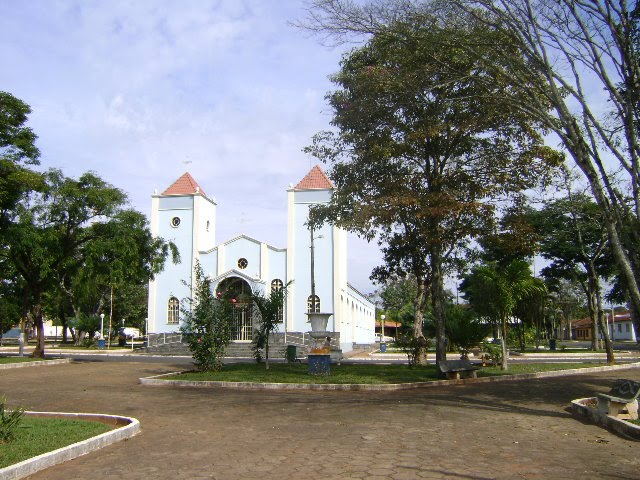
Igreja.

O Cristianismo se faz presente no distrito da seguinte forma:

### Igreja Católica
- A igreja faz parte da Diocese de São João da Boa Vista[25].

### Igrejas Evangélicas
- Assembleia de Deus - O distrito possui congregação da Assembleia de Deus Ministério de Madureira.
- Igreja Metodista do Brasil[26].